# Kartika Airlines
Kartika Airlines – nieistniejąca indonezyjska linia lotnicza z siedzibą w Dżakarcie.
W 2010 linia zaprzestała wszelkiej działalności.